# Slovenske železnice
Slovenske železnice, d. o. o. (krajše le Slovenske železnice, kratica SŽ) so podjetje Slovenskega državnega holdinga, to pa je v lasti Republike Slovenije. So upravitelj železniške infrastrukture in izvajalec železniškega prometa v državi oziroma izvajalec obvezne gospodarske javne službe vzdrževanja, obratovanja in obnavljanja javne železniške infrastrukture ter obvezne gospodarske javne službe prevoza potnikov v notranjem in čezmejnem regijskem železniškem prometu.
Ob slovenski osamosvojitvi so nastale iz Železniškega gospodarstva Ljubljana, ki je na ozemlju Slovenije in tudi hrvaškega dela Istre dotlej upravljalo del omrežja Jugoslovanskih železnic.
Od 10. junija 1992 so Slovenske železnice članica Mednarodne železniške zveze (UIC).
Skupino Slovenske železnice sestavljajo podjetja: SŽ Potniški promet, SŽ Vleka in tehnika, SŽ Logistika (SŽ Tovorni promet, Fersped), SŽ Infrastruktura, SŽ Železniško gradbeno podjetje, SŽ Železniško invalidsko podjetje, SŽ Prometni institut Ljubljana in SŽ Železniška tiskarna Ljubljana.

## Zgodovina

### Avstrijsko obdobje
Zgodovina železnic na Slovenskem se začne v obdobju Avstrijskega cesarstva oziroma poznejše Avstro-Ogrske monarhije, ki je vse do razpada leta 1918 vključevala celotno ozemlje današnje Republike Slovenije. Prvi vlak je na slovensko ozemlje zapeljal že leta 1846 (na poskusni vožnji od Gradca do Pesnice pri Mariboru pa že 1. novembra 1845), le enajst let pozneje, leta 1857, pa je bila dokončana povezava med Dunajem in Jadranskim morjem, tako imenovana Južna železnica. Železnice so zaradi zemljepisne lege Slovenije od takrat most med severom in jugom ter vzhodom in zahodom.

### Kraljevina Italija
Po prvi svetovni vojni je območje Primorske, Istre in dela Dalmacije, po Rapalski pogodbi pripadlo Kraljevini Italiji. Ob tem je del Bohinjske proge, z odsekom do Ajdovščine ter del Južne železnice in s tem tudi progi Pivka-Reka ter Divača-Pulj, prešel pod upravo Italijanskih državnih železnic (FS).

### Kraljevina Jugoslavija
Leta 1929 nastane Kraljevina Jugoslavija in zato se tudi železnice poimenujejo Jugoslovanske državne železnice (JDŽ). Leta 1941 JDŽ prenehajo obstajati, razdelijo jih na DRB, FS in MAV, v NDH nastanejo Hrvaške državne železnice (HDŽ), v Srbiji pa (ponovno) Srbske državne železnice (SDŽ).

### SFR  Jugoslavija
Po drugi svetovni vojni je bil železniški prevoz voden s strani Jugoslovanskih železnic (JŽ), vse do razpada Jugoslavije.
6. novembra 1960 pridejo v Slovenijo prve štiri garniture tirnih avtobusov, ki so bile po osamosvojitvi odstopljene Hrvaškim železnicam.
Tako se leta 1962 začne elektrifikacija proge Postojna–Ljubljana in za njo že drugih, kot so Postojna–Koper, Ljubljana–Jesenice, Ljubljana–Maribor ter Zidani Most–Dobova in tako je leta 1977 dokončana še zadnja elektrificirana proga dotlej, Maribor–Špilje.
Po dokončnem razpadu Jugoslovanskih železnic se tiste v Sloveniji preimenujejo v Slovenske železnice (SŽ).

## Slovenske železnice (SŽ)
Leta 1994 je italijanski elektromotornik ETR 310 z nagibnim podvozjem, tipa Pendolino, na preiskusni vožnji 17. septembra, na odseku med Račami in Hočami dosegel absolutni hitrostni rekord na slovenskih progah – 208,2 kilometra na uro. Leta 2000 so SŽ nabavile tri tovrstne garniture.
Julija leta 2002 SŽ prejmejo še zadnjo od tridesetih naročenih elektromotornih garnitur serije, imenovanih Siemens Desiro. Od prevzema naprej vozijo v sklopu lokalnih potniških (LP) in regionalnih vlakov (RG) na vseh elektrificiranih progah v Sloveniji.
Aprila 2016 je bila dokončana elektrifikacija proge Pragersko–Hodoš.

## Železniško omrežje
Del železniškega omrežja v Sloveniji je elektrificiran (po njem vozijo predvsem elektromotorni vlaki), nekoliko večji del pa je neelektrificiran (po njem vozijo različni tipi dizelskih vlakov). Skupna dolžina železniških prog je 1208 km, od tega je elektrificiranega za 609,7 km omrežja. V Sloveniji so tri vrste elektrificiranih prog. Največji del je elektrificiran z enosmerno napetostjo 3 kV, med Dobovo in državno mejo s Hrvaško ter med Hodošem in državno mejo z Madžarsko je izmenična napetost 25 kV 50 Hz, med Jesenicami in državno mejo z Avstrijo pa 15 kV 16,7 Hz.

### Statistika o železniškem omrežju Slovenskih železnic
- Najbolj strma proga: Prvačina–Štanjel 26,7 promila.
- Najdaljša horizontala: Ruše–Fala v dolžini 6.500 m na progi Maribor–Prevalje.
- Najdaljša ravnina: Ptuj–Velika Nedelja v dolžini 15.810 m na progi Pragersko–Središče.
- Najviše ležeča železniška postaja: Postojna 582 m.
- Najniže ležeča železniška postaja: Koper 3 m.
- Najdaljši most: 575 m Novo mesto na industrijskem tiru za Revoz.
- Najvišji most: 30 m v Mostu na Soči čez reko Idrijco.
- Najdaljši predor: Bohinjski predor 6327,3 m.
- Najkrajši predor: Radovljica 25,03 m.
- Najstarejša proga: Južna državna železnica Šentilj–Celje 2. junij 1846.[9]

## Vozni park
Najhitrejši vlak v Sloveniji je nagibna elektromotorna garnitura Pendolino serije SŽ 310/316, letnik 2000, ki vozi pod oznako InterCity Slovenija (ICS) med Ljubljano in Mariborom ter občasno med Ljubljano in Koprom. Najvišja hitrost, ki jo lahko dosega, znaša 160 km/h (sicer zmore hitrosti do 200 km/h), in sicer jo doseže na relaciji Pragersko–Maribor in Grobelno–Štore. Večja pridobitev za potniški promet so bili na začetku novega tisočletja tudi potniški vlaki Siemens Desiro serije 312/317.
Večina dizelmotornih garnitur je proizvodnje Fiat z letniki 1973–1976 (serija 813/814), in "kanarčkov" serije 713/715 z letniki 1983–1986. V prometu je tudi še nekaj garnitur serije 711, nekdanjih "zelenih vlakov", izdelanih leta 1970.
Aprila 2018 so Slovenske železnice podpisale pogodbo s proizvajalcem Stadler Rail AG za nakup 26 novih potniških garnitur: 11 enonadstropnih elektromotornih, 10 dvonadstropnih elektromotornih in 5 enonadstropnih dizelmotornih garnitur. Maja 2019 je bila podpisana nova pogodba za dobavo dodatnih 16 dizelskih in 10 električnih enonadstropnih garnitur, junija 2023 še dodatnih 20 enonadstropnih dizelmotornih garnitur.
- Pendolino ICS (serija 310/316)
- Stadler FLIRT EMU SŽ serija 510/515
- Stadler KISS SŽ serija 313/318
- Stadler FLIRT DMU SŽ serija 610/615
- Siemens Desiro (SŽ serija 312/317)
- Kanarček v Ljubljani (serija SŽ serija 713/715)
- SŽ serija 813/814

Lokomotive, ki vozijo po slovenskih tirih, so dizelske (Regan) ali pa tudi najnovejše Siemensove večsistemke, znane pod imenom Taurus oziroma pod v Sloveniji uveljavljenim imenom Živa. Povprečna starost lokomotiv je približno 20 let.
- Električna lokomotiva SŽ 541
- Električna lokomotiva SŽ 363
- Električna lokomotiva SŽ 342
- Dizelska lokomotiva SŽ 664

## Nagrade in priznanja
- 1998: Valvasorjevo častno priznanje[15]